# Patrick Johansson
Patrick Johansson Kéraudren (Rouen, Francia, 23 de octubre de 1946) es un académico, investigador y profesor de lengua náhuatl, de origen francés, nacionalizado mexicano.

## Estudios y docencia
Es doctor en letras por la Universidad de París, desde 1979 es investigador del Instituto de Investigaciones Históricas de la Universidad Nacional Autónoma de México, así como profesor adjunto de Miguel León-Portilla en el Seminario de Cultura Náhuatl. Desde 1992 ha impartido clases de literatura náhuatl en la Facultad de Filosofía y Letras de la misma universidad.
Desde 1995, se desempeña como coordinador académico del Semanario Permanente de Lengua y Cultura Náhuatl de la Universidad de Colima, en la que además imparte diversas conferencias alrededor del estado colimense. Ha sido catedrático titular del Semanario de Cultura Náhuatl del Instituto de Investigaciones Bibliográficas de la Biblioteca Palafoxiana de Puebla. Ha sido profesor huésped de Literatura Precolombina en la Universidad de las Américas de Puebla, del Instituto Mexicano de Tanatología, y ha sido profesor visitante en las universidades en París-Sorbona y Toulouse-le Mirail.

## Premios y reconocimientos
En 1994 recibió la presea Tepuztlahcuilolli de la Academia Regional de Texcoco por su gran aportación a la difusión de la lengua náhuatl. En noviembre de 1998, la asociación Juchimanes de Plata, A.C. le otorgó el Premio Juchimán de Plata a través de la Universidad Juárez Autónoma de Tabasco, como reconocimiento a su importante labor como investigador del mundo precolombino, destacándose junto con el mexicano Miguel León-Portilla. En noviembre de 2003 recibió el Premio de la Cámara Nacional de la Industria Editorial Mexicana al arte editorial por su libro Ahnelhuayoxóchitl, Flor sin raíz, en la categoría de mejor ensayo literario y lingüístico.

## Investigador y académico
Es miembro del Sistema Nacional de Investigadores (SNI) nivel II del Conacyt. El 26 de agosto de 2010 ingresó como miembro de número a la Academia Mexicana de la Lengua en donde ocupa el sillón III.

## Libros
Entre sus libros publicados figuran:
- Festejos, ritos propiciatorios y rituales precolombinos.
- Ángel María Garibay. La Rueda y el Río.
- La palabra de los aztecas.
- Voces distantes de los aztecas.
- Ritos mortuorios nahuas precolombinos.
- Ahnelhuayoxóchitl: Flor sin raíz.
- Zazanilli, La palabra enigma. Acertijos y adivinanzas de los antiguos nahuas.
- Machiotlahtolli, La palabra modelo. Dichos y refranes de los antiguos nahuas.
- Miccacuicatl: las exequias de los señores mexicas.